# Tunnel Reichswaldallee
Der Tunnel Reichswaldallee (nach dem nahegelegenen Rittergut Volkardey auch „Volkardeytunnel“ genannt) ist ein zweiröhriger Autobahntunnel auf der A 44 im Norden des Stadtteils Rath der nordrhein-westfälischen Hauptstadt Düsseldorf. Der Tunnel hat eine Länge von 695 m (Südröhre) bzw. 725 m (Nordröhre) und verläuft mit jeweils zwei Fahrspuren und einem Standstreifen pro Röhre.
Der Tunnel wurde im Zuge der Verlängerung der A 44 im Jahre 1991 eröffnet. Bis dahin war die Autobahn bei der davorliegenden Anschlussstelle Reichswaldallee zu Ende. Der Tunnel wird täglich von etwa 40.000 Fahrzeugen (davon Schwerlastanteil: 5,1 %) durchfahren (Stand: Verkehrszählung 2015).
Über dem Tunnel verlaufen die Bahnlinie in Richtung Essen sowie die Stadtbahnlinie U72 der Rheinbahn nach Ratingen. Die zulässige Höchstgeschwindigkeit im Tunnel wurde seit dem 13. Oktober 2022 von 80 km/h auf 60 km/h beschränkt, welches auf deutschen Autobahnen eher selten zu sehen ist.
Der Tunnel Reichswaldallee wird in naher Zukunft (geplant ab 2020) umfassend saniert, um auch diesen Tunnel an die Sicherheitsstandards der RABT (Richtlinien für die Ausstattung und den Betrieb von Straßentunneln) 2006 anzupassen.